# Theloderma licin
Theloderma licin es una especie de anfibio anuro de la familia Rhacophoridae.

## Distribución geográfica
Esta especie se encuentra en Malasia peninsular y el sur de Tailandia. Se encuentra en el estado Pahang, Malasia peninsular (03° 40′ 12″ N 102° 44′ 34″ E) a 82 m sobre el nivel del mar.

## Publicación original
- McLeod & Norhayati, 2007: A new species of Theloderma (Anura: Rhacophoridae) from southern Thailand and Peninsular Malaysia. Russian Journal of Herpetology, vol. 14, n.º 1, p. 65-72.[4]